# Ghâsh
Ghâsh ist eine chilenische Atmospheric-Black-Metal-Band. Über das chinesische Underground-Label Pest Productions erschien 2017 das Album Goat mit sechs Liedern und beinahe 40 Minuten Laufzeit und 2018 mit Colors of the Mind eine Split-CD mit Beteiligungen von Marunata, Dreamshift, Ghâsh und A Light in the Dark. Die Band gehört zum Genre Atmospheric-Black Metal.

## Diskografie
- 2015: Falling to Ashes (Demo)
- 2017: Goat (Pest Productions)
- 2018: Colors of the Mind (Split mit A Light in the Dark, Marunata, Dreamshift und Ghâsh, Pest Productions)